# Hugo Luján
Hugo Daniel Luján (Córdoba, Argentina, 11 de septiembre de 1961) es un bioquímico argentino, especializado en microbiología. Fue investigador superior del CONICET durante más de 2 décadas. Actualmente se encuentra retirado.

## Biografía
Hugo Luján se graduó como bioquímico de la Universidad Católica de Córdoba en 1983 y luego como Doctor en Ciencias Químicas de la Universidad Nacional de Córdoba en 1991. Sus tesis doctoral titulada "Fenómenos de inestabilización de biomembranas inducidos por el Trypanosoma cruzi" fue dirigida por la Dra. Delia Haüen de Bronia. Realizó su posdoc en los Institutos Nacionales de la Salud (NIH) de los EE. UU. entre 1992 y 1997.
Ha publicado más de 60 trabajos durante su carrera y editado libros de su especialidad. Sus investigaciones llevaron a la concreción de varias patentes de invención.

## Aportes científicos
El grupo de investigación de Hugo Luján estudiaba al parásito intestinal Giardia lamblia, responsable de diarrea, flatulencia y mala absorción de nutrientes.

## Distinciones y premios
- NIH Inventor's Award (1995 y 1997)
- International Research Scholar del Howard Hughes Medical Institute (2000-2010)
- Beca de la Guggenheim Foundation (2010-2011).
- Premio INNOVAR (2010)
- Premio Konex (2013)
- Premio Investigador de la Nación Argentina Jorge Sábato (2014)
- Premio Georg-Foster de la Fundación Alexander von Humboldt (2017)[2]

## Publicaciones
Selección de sus publicaciones más citadasː
- Luján, H. D., Mowatt, M. R., Conrad, J. T., Bowers, B., & Nash, T. E. (1995). Identification of a novel Giardia lamblia cyst wall protein with leucine-rich repeats Implications for secretory granule formation and protein assembly into the cyst wall. Journal of Biological Chemistry, 270(49), 29307-29313.
- Prucca, C. G., Slavin, I., Quiroga, R., Elías, E. V., Rivero, F. D., Saura, A., ... & Luján, H. D. (2008). Antigenic variation in Giardia lamblia is regulated by RNA interference. Nature, 456(7223), 750.
- Luján, H. D., Mowatt, M. R., & Nash, T. E. (1997). Mechanisms of Giardia lamblia differentiation into cysts. Microbiology and Molecular Biology Reviews, 61(3), 294-304.
- Luján, H. D., Marotta, A., Mowatt, M. R., Sciaky, N., Lippincott-Schwartz, J., & Nash, T. E. (1995). Developmental induction of Golgi structure and function in the primitive eukaryote Giardia lamblia. Journal of Biological Chemistry, 270(9), 4612-4618.